# Pip Pop Pattle
Pip Pop Pattle (ピポパポパトルくん?, Pipo Papo Patoru-kun) è una serie televisiva anime prodotta da Aya Matsui e Izumi Tōdō, prodotta da Toei Animation dal 2000 al 2001 per un totale di 65 episodi. Venne trasmessa per la prima volta in Giappone su BS Fuji dal 4 dicembre 2000 al 7 marzo 2001, mentre in Italia arrivò nel marzo 2003 su Rai 2.

## Trama
La storia è ambientata nella Città dei Girasoli, dove il protagonista è il giovane poliziotto Hajime accompagnato dalla sua speciale amica Pattle, un'auto che è in grado di pensare e parlare. Il duo tenterà di mantenere l'ordine nella cittadina ma per via del fatto che entrambi sono ancora ad inizio carriera, finiranno spesso per combinare guai, ma grazie alla loro intraprendenza ed alla loro generosità riusciranno a risolvere ogni situazione nel migliore dei modi.

## Doppiaggio
L'edizione italiana è stata curata da Cecilia Quattrini. Il doppiaggio è stato effettuato presso lo studio Stabilimento Divisione Radiofonia Rai sotto la direzione di Ornella Cappellini con l'assistenza di Marco Cortesi e con i dialoghi di Danilo De Girolamo.
| Personaggio | Doppiatore originale | Doppiatore italiano |
| ----------- | -------------------- | ------------------- |
| Hajime      | Eriko Kawasaki       | Stefano Crescentini |
| Pattle      | Chika Sakamoto       | Antonella Baldini   |
| Momoko      | Mami Kingetsu        | Federica De Bortoli |
| Pat         | Kumiko Nishihara     | Alida Milana        |

## Colonna sonora
Sigla di apertura
- Pipopapo Patrol-kun (ピポパポパトルくん?, Pipopapo Patrol-kun) cantata da Ohashi Maki (ep. 1-65)

Sigle di chiusura
- Installation (インスト?, Insuto, lett. "Installazione") cantata da Chinatsu Sakamoto (ep. 1-64)
- Sunflower Town Utautaun (ひまわりタウンはウタウタウン?, Himawari taun wa utautaun, lett. "Città del Girasole Utautaun") cantata da Chinatsu Sakamoto (ep. 65)

Sigle italiana
Adattamento italiano di Pipopapo Patrol-kun, cantata da Antonella Baldini.